# Валентин Христов (1994)
Валентин Христов  (азерб. Valentin Xristov, 30 березня 1994) — азербайджанський важкоатлет болгарського походження, олімпійський медаліст.

## Виступи на Олімпіадах
| Олімпіада   | Вагова категорія | Місце |
| ----------- | ---------------- | ----- |
| Лондон 2012 | до 56 кг         | 3     |